# Beyries
Beyries é uma comuna francesa na região administrativa da Nova Aquitânia, no departamento Landes. Estende-se por uma área de 4,27 km². Em 2010 a comuna tinha 130 habitantes (densidade: 30,4 hab./km²).